# Krofička
Krofička (2083 m) je gora v vzhodnem delu Kamniško-Savinjskih Alp. Skupaj z njenim predvrhom Ute (2029 m) in sosednjim Strelovcem tvori gorsko pregrado med Logarsko dolino in Robanovim kotom. Južni greben se strmo spušča na Škrbino, preko katere je povezana s sosednjo Ojstrico. Njeno vzhodno pobočje je strmo, v zgornjem delu travnato, na zahodni strani pa se z razbitim ostenjem in grapo kratko spusti do gozdnatega pobočja, kjer v zgornjem delu prevladuje macesen, nižje doli pa prehaja v mešani gozd bukve in smreke. Njen vrh je maloprostoren, zaradi odročne lege pa zelo razgleden.

## Izhodišča
- Solčava, Logarska dolina (761 m)
- Solčava, Robanov kot (ca. 700 m)

## Vzponi na vrh
- 2½h: od Koče na Klemenči jami pod Ojstrico (1208 m), čez Puklovc (zahtevna pot)
- 3h: od Koče na Klemenči jami pod Ojstrico, čez Škrbino (brezpotje)
- 5½h: iz Robanovega kota, mimo Knezove planine (brezpotje)